# 三宅康勝
三宅 康勝（みやけ やすかつ）は、三河挙母藩の第2代藩主、のち三河田原藩の初代藩主。田原藩三宅家4代。

## 生涯
寛永5年（1628年）、三河挙母藩主・三宅康盛の長男として生まれる。明暦3年（1657年）12月に父が死去したため、明暦4年（1658年）2月27日に家督を継いだ。寛文元年（1661年）12月27日、従五位下・能登守に叙位・任官する。寛文4年（1664年）5月9日、三河国田原に移封された。
延宝6年（1678年）3月5日など、3回にわたって大坂加番を務めた。貞享4年（1687年）8月9日に死去した。享年60。跡を長男の康雄が継いだ。

## 系譜
父母
- 三宅康盛（父）
- 貞松院 ー 内藤政長の娘（母）

正室
- 法秀院 ー 松平正綱の娘

子女
- 三宅康雄（長男）生母は法秀院（正室）
- 於松 ー 太田資良正室
- 於奈与
- 隼人